# 유자드 웹
유자드 웹(영어: uZard Web)은 휴대 전화, 스마트폰, PMP, 셋톱박스, 차량자동항법장치 등의 모바일 장치용 웹 브라우저이다. 현재 윈도우 모바일(윈도우 폰), 윈도우 CE, 심비안, 블랙베리(RIM), 리눅스를 지원한다. 또한 BREW, 자바, WIPI 또한 지원한다.
첫 번째 상용판은 2007년 2월에 대한민국에서 SKT, KT, LGT과 와이브로 사업자를 통해 출시되었다.